# Tadej Ferme
Tadej Ferme (Celje, 17 ottobre 1991) è un cestista sloveno.

## Palmarès
- Campionato sloveno: 1

Primorska: 2018-19
- Coppa di Slovenia: 2

Primorska: 2018, 2019